# Norges statsministre
Norges statsministre er en liste over statsministrene i Norge fra titlen blev indført i 1873 og frem til i dag.
I 1873 afskaffedes 'statsholderembedet' og Frederik Stangs ministerium blev derfor den første regering, hvor regeringschefen havde titel af statsminister

## Statsholder / regeringens formand
- Førstestatsråd Frederik Gottschalck Haxthausen den yngre (maj–august 1814)
- Førstestatsråd Marcus Gjøe Rosenkrantz (august–november 1814)
- Statsholder Hans Henric von Essen (1814–1816)
- Vicekonge Karl (XIV) Johan (1816)
- Statsholder Carl Mörner (1816–1818)
- Statsholder Johan August Sandels (1818–1824)
- Vicekonge kronprins Oscar (I) (1824)
- Statsholder Johan August Sandels (1824–1827)
- Statsholder Baltzar von Platen (1827–1829)
- Førstestatsråd  Jonas Collett (1829–1833)
- Vicekonge kronprins Oscar (I) (20. juli–3. september 1833)
- Førstestatsråd  Jonas Collett (1833–1836)
- Statsholder Herman Wedel-Jarlsberg (1836–1840)
- Førstestatsråd  Nicolai Johan Lohmann Krog (1840–1841)
- Statsholder Severin Løvenskiold (1841–1856)
- Førstestatsråd Jørgen Herman Vogt (1856–1857)
- Vicekonge kronprins Karl (XV) (1857)
- Førstestatsråd  Jørgen Herman Vogt (1857–1858)
- Førstestatsråd  Hans Christian Petersen  (1858–1861)
- Førstestatsråd  Frederik Stang (1861–1873)

## Liste over statsministere[1]
| Navn                   | Portræt          | Indsat på posten   | Forlod posten                                              | Parti                | Regeringspartier                                                      |
| ---------------------- | ---------------- | ------------------ | ---------------------------------------------------------- | -------------------- | --------------------------------------------------------------------- |
| Frederik Stang         |                  | 21. juli 1873      | 11. oktober 1880                                           |                      |                                                                       |
| Chr.A. Selmer          |                  | 11. oktober 1880   | 11. marts 1884                                             |                      |                                                                       |
| Chr.H. Schweigaard     |                  | 3. april 1884      | 26. juni 1884                                              |                      |                                                                       |
| Johan Sverdrup         |                  | 26. juni 1884      | 13. juli 1889                                              | Venstre              | Venstre og Det Moderate Venstre                                       |
| Emil Stang             |                  | 13. juli 1889      | 6. marts 1891                                              | Høyre                | Høyre                                                                 |
| Johannes Steen         |                  | 6. marts 1891      | 2. maj 1893                                                | Venstre              | Venstre                                                               |
| Emil Stang             |                  | 2. maj 1893        | 14. oktober 1895                                           | Høyre                | Høyre                                                                 |
| Francis Hagerup        |                  | 14. oktober 1895   | 17. februar 1898                                           | Høyre                | Høyre, Det Moderate Venstre og Venstre                                |
| Johannes Steen         |                  | 17. februar 1898   | 21. april 1902                                             | Venstre              | Venstre                                                               |
| Otto Albert Blehr      |                  | 21. april 1902     | 22. oktober 1903                                           | Venstre              | Venstre                                                               |
| Francis Hagerup        |                  | 22. oktober 1903   | 11. marts 1905                                             | Høyre                | Høyre, Samlingspartiet og Venstre                                     |
| Christian Michelsen    |                  | 11. marts 1905     | 23. oktober 1907                                           | Samlingspartiet      | Samlingspartiet, Det Moderate Venstre, Høyre og Venstre               |
| Jørgen Løvland         |                  | 23. oktober 1907   | 19. marts 1908                                             | Venstre              | Venstre og Det Moderate Venstre                                       |
| Gunnar Knudsen         |                  | 19. marts 1908     | 2. februar 1910                                            | Venstre              | Venstre                                                               |
| Wollert Konow          |                  | 2. februar 1910    | 20. februar 1912                                           | Frisinnede Venstre   | Frisinnede Venstre, Høyre og Venstre                                  |
| Jens Bratlie           |                  | 20. februar 1912   | 31. januar 1913                                            | Høyre                | Høyre, Frisinnede Venstre og Venstre                                  |
| Gunnar Knudsen         |                  | 31. januar 1913    | 21. juni 1920                                              | Venstre              | Venstre                                                               |
| Otto Bahr Halvorsen    |                  | 21. juni 1920      | 22. juni 1921                                              | Høyre                | Høyre og Frisinnede Venstre                                           |
| Otto Albert Blehr      |                  | 22. juni 1921      | 6. marts 1923                                              | Venstre              | Venstre                                                               |
| Otto Bahr Halvorsen    |                  | 6. marts 1923      | 23. maj 1923 (døde i embedet)                              | Høyre                | Høyre, Frisinnede Venstre og Venstre                                  |
| Abraham Berge          |                  | 30. maj 1923       | 25. juli 1924                                              | Frisinnede Venstre   | Frisinnede Venstre og Høyre                                           |
| Johan Ludwig Mowinckel |                  | 25. juli 1924      | 5. marts 1926                                              | Venstre              | Venstre                                                               |
| Ivar Lykke             |                  | 5. marts 1926      | 28. januar 1928                                            | Høyre                | Høyre og Frisinnede Venstre                                           |
| Christopher Hornsrud   |                  | 28. januar 1928    | 15. februar 1928                                           | Arbeiderpartiet      | Arbeiderpartiet                                                       |
| Johan Ludwig Mowinckel |                  | 15. februar 1928   | 12. maj 1931                                               | Venstre              | Venstre                                                               |
| Peder Ludvik Kolstad   |                  | 12. maj 1931       | 5. marts 1932 (døde i embedet)                             | Bondepartiet         | Bondepartiet                                                          |
| Jens Hundseid          |                  | 14. marts 1932     | 3. marts 1933                                              | Bondepartiet         | Bondepartiet                                                          |
| Johan Ludwig Mowinckel |                  | 3. marts 1933      | 20. marts 1935                                             | Venstre              | Venstre                                                               |
| Johan Nygaardsvold     |                  | 20. marts 1935     | 25. juni 1945                                              | Arbeiderpartiet      | Arbeiderpartiet, Bondepartiet, Hjemmefronten, Høyre og Venstre        |
| Einar Gerhardsen       |                  | 25. juni 1945      | 5. november 1945                                           | Arbeiderpartiet      | Arbeiderpartiet, Venstre, Høyre, Bondepartiet, NKP (Samlingsregering) |
| Einar Gerhardsen       | 5. november 1945 | 19. november 1951  | Arbeiderpartiet                                            | Arbeiderpartiet      |                                                                       |
| Oscar Torp             |                  | 19. november 1951  | 22. januar 1955                                            | Arbeiderpartiet      | Arbeiderpartiet                                                       |
| Einar Gerhardsen       |                  | 22. januar 1955    | 28. august 1963                                            | Arbeiderpartiet      | Arbeiderpartiet                                                       |
| John Lyng              |                  | 28. august 1963    | 25. september 1963                                         | Høyre                | Høyre, Senterpartiet, Venstre og Kristelig Folkeparti                 |
| Einar Gerhardsen       |                  | 25. september 1963 | 12. oktober 1965                                           | Arbeiderpartiet      | Arbeiderpartiet                                                       |
| Per Borten             |                  | 12. oktober 1965   | 17. marts 1971                                             | Senterpartiet        | Senterpartiet, Høyre, Venstre og Kristelig Folkeparti                 |
| Trygve Bratteli        |                  | 17. marts 1971     | 18. oktober 1972                                           | Arbeiderpartiet      | Arbeiderpartiet                                                       |
| Lars Korvald           |                  | 18. oktober 1972   | 16. oktober 1973                                           | Kristelig Folkeparti | Kristelig Folkeparti, Venstre og Senterpartiet                        |
| Trygve Bratteli        |                  | 16. oktober 1973   | 15. januar 1976                                            | Arbeiderpartiet      | Arbeiderpartiet                                                       |
| Odvar Nordli           |                  | 15. januar 1976    | 4. februar 1981                                            | Arbeiderpartiet      | Arbeiderpartiet                                                       |
| Gro Harlem Brundtland  |                  | 4. februar 1981    | 14. oktober 1981                                           | Arbeiderpartiet      | Arbeiderpartiet                                                       |
| Kåre Willoch           |                  | 14. oktober 1981   | 8. juni 1983                                               | Høyre                | Høyre                                                                 |
| Kåre Willoch           | 8. juni 1983     | 9. maj 1986        | Høyre, Kristlig Folkeparti og Senterpartiet                | Høyre                |                                                                       |
| Gro Harlem Brundtland  |                  | 9. maj 1986        | 16. oktober 1989                                           | Arbeiderpartiet      | Arbeiderpartiet                                                       |
| Jan P. Syse            |                  | 16. oktober 1989   | 3. november 1990                                           | Høyre                | Høyre, Kristelig Folkeparti og Senterpartiet                          |
| Gro Harlem Brundtland  |                  | 3. november 1990   | 25. oktober 1996                                           | Arbeiderpartiet      | Arbeiderpartiet                                                       |
| Thorbjørn Jagland      |                  | 25. oktober 1996   | 17. oktober 1997                                           | Arbeiderpartiet      | Arbeiderpartiet                                                       |
| Kjell Magne Bondevik   |                  | 17. oktober 1997   | 17. marts 2000                                             | Kristelig Folkeparti | Kristelig Folkeparti, Venstre og Senterpartiet                        |
| Jens Stoltenberg       |                  | 17. marts 2000     | 19. oktober 2001                                           | Arbeiderpartiet      | Arbeiderpartiet                                                       |
| Kjell Magne Bondevik   |                  | 19. oktober 2001   | 17. oktober 2005                                           | Kristelig Folkeparti | Kristelig Folkeparti, Venstre og Høyre                                |
| Jens Stoltenberg       |                  | 17. oktober 2005   | 16. oktober 2013                                           | Arbeiderpartiet      | Arbeiderpartiet, Senterpartiet og Sosialistisk Venstreparti           |
| Erna Solberg           |                  | 16. oktober 2013   | 17. januar 2018                                            | Høyre                | Høyre og Fremskrittspartiet                                           |
| Erna Solberg           | 17. januar 2018  | 22. januar 2019    | Høyre, Fremskrittspartiet og Venstre                       | Høyre                |                                                                       |
| Erna Solberg           | 22. januar 2019  | 24. januar 2020    | Høyre, Fremskrittspartiet, Venstre og Kristelig Folkeparti | Høyre                |                                                                       |
| Erna Solberg           | 24. januar 2020  | 14. oktober 2021   | Høyre, Venstre og Kristelig Folkeparti                     | Høyre                |                                                                       |
| Jonas Gahr Støre       |                  | 14. oktober 2021   |                                                            | Arbeiderpartiet      | Arbeiderpartiet og Senterpartiet                                      |